# زلزال غوادلوب 1843
زلزال جوادلوب 1843 هو زلزالٌ وقعَ في غوادلوب في فرنسا بتاريخ 8 فبراير 1843. وبلغت شدتهُ 8.5 على مقياس ريختر.